# Santa Maria Odigitria al Tritone
Santa Maria Odigitria ou Igreja de Santa Maria Hodegetria, chamada também de Santa Maria Odigitria dei Siciliani e Santa Maria d'Itria, é uma igreja titular de Roma, Itália, localizada no rione Colonna e dedicada à Virgem Maria.
O cardeal-diácono protetor da diaconia de Santa Maria Odigitria dos Sicilianos é Paolo Romeo, arcebispo de Palermo emérito.

## História
A Confraternidade dos Sicilianos foi oficialmente reconhecida pela bula papal "Pastoris Aeterni" do papa Clemente VIII em 5 de fevereiro de 1594 e imediatamente deu início à construção de sua igreja, consagrada em 17 de agosto de 1596. Santa Maria tornou-se a igreja nacional (atualmente igreja regional) da Sicília, que na época era governada pela Coroa de Aragão. Ela foi dedicada a um ícone venerado na igreja, do tipo hodegetria e levado para Roma desde Constantinopla. A confraternidade também tinha um oratório junto da igreja, onde hoje está uma pintura de Santa Rosália do pintor siciliano Gaetano Sottino.
Durante a ocupação napoleônica de Roma, a igreja foi desconsagrada e só seria reconstruída, por Francesco Manno, entre 1814 e 1817.

## Galeria

Imagens da igreja
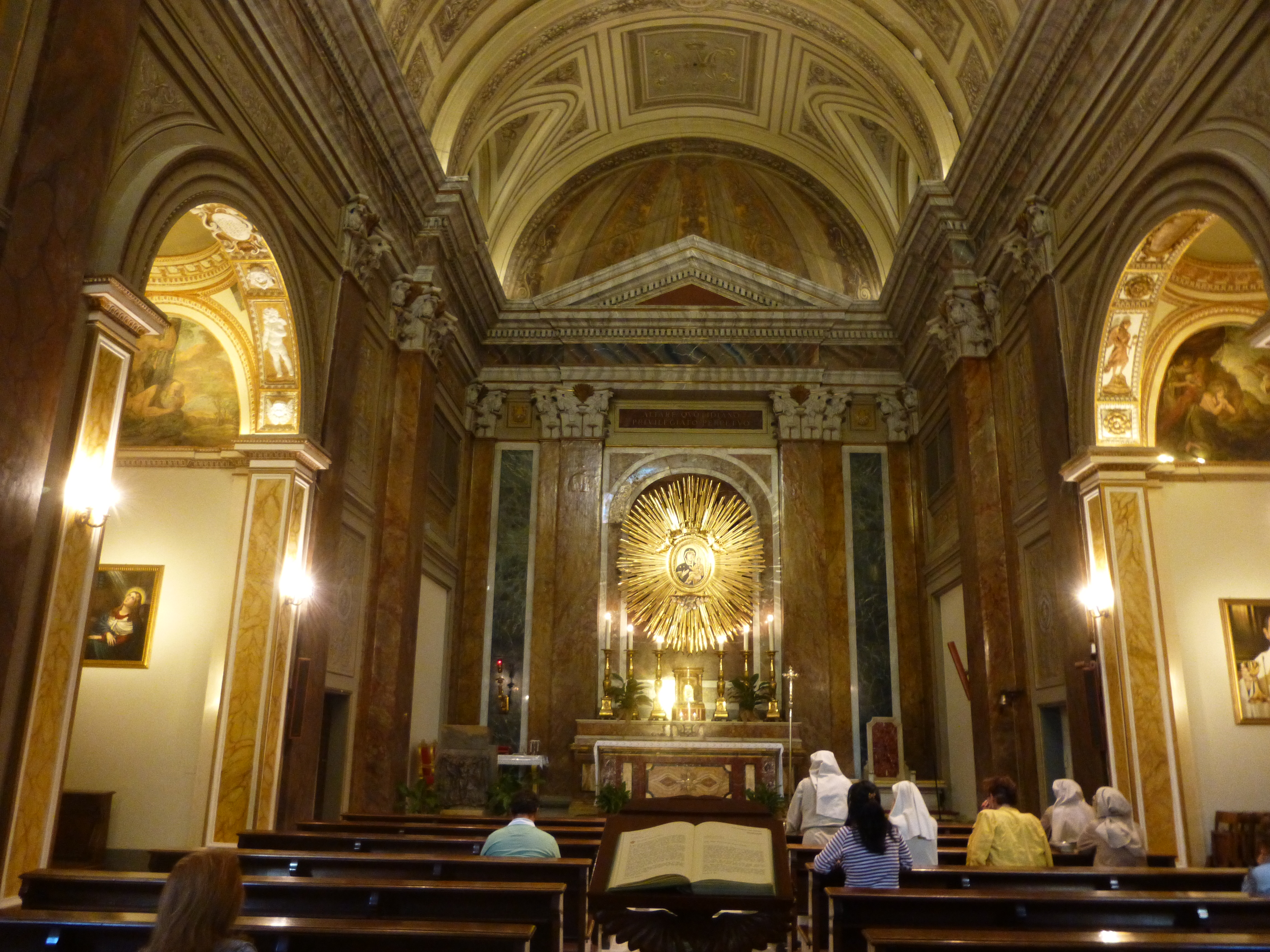
Vista do interior.
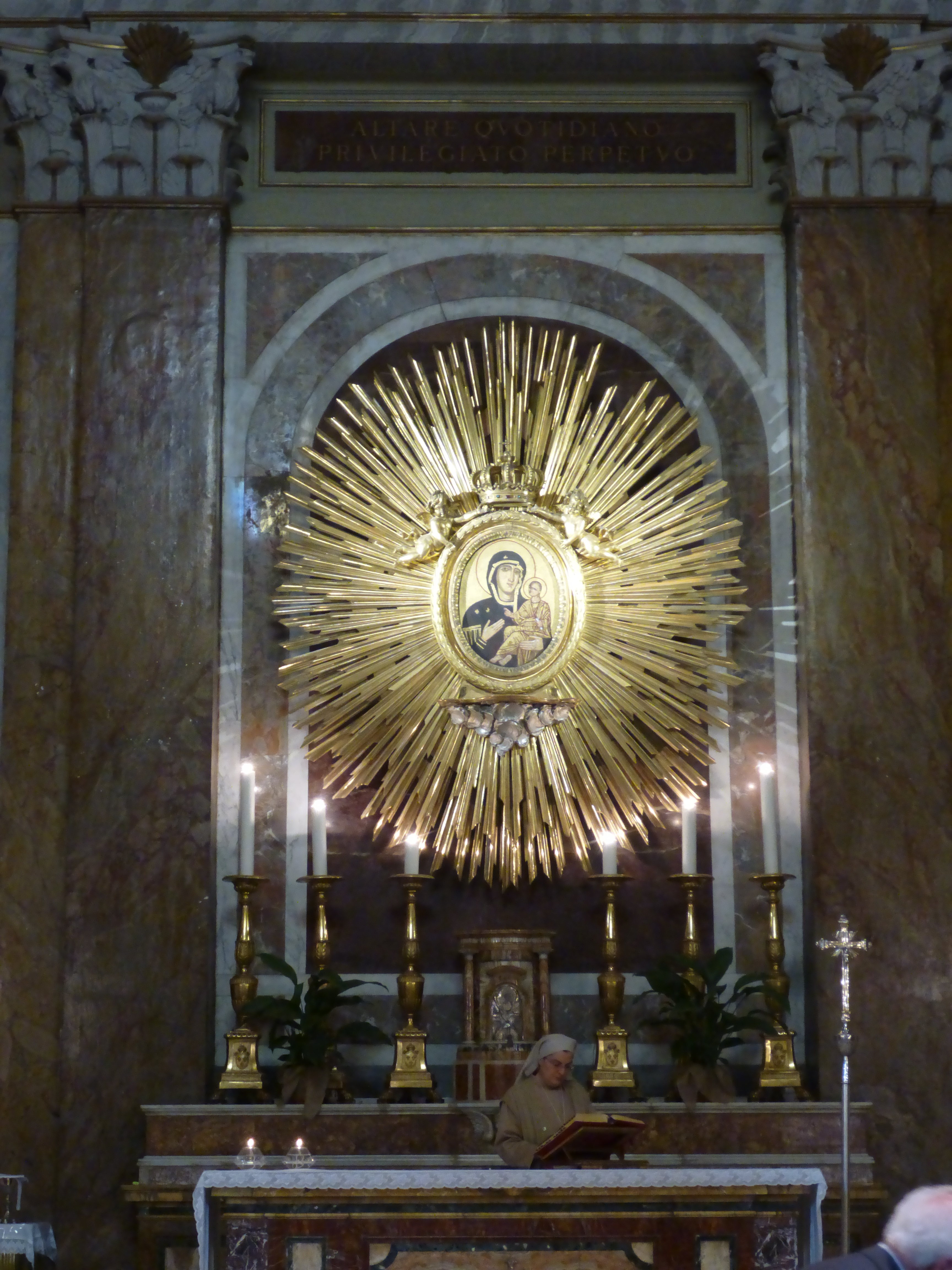
Ícone do tipo hodegetria no altar-mor.
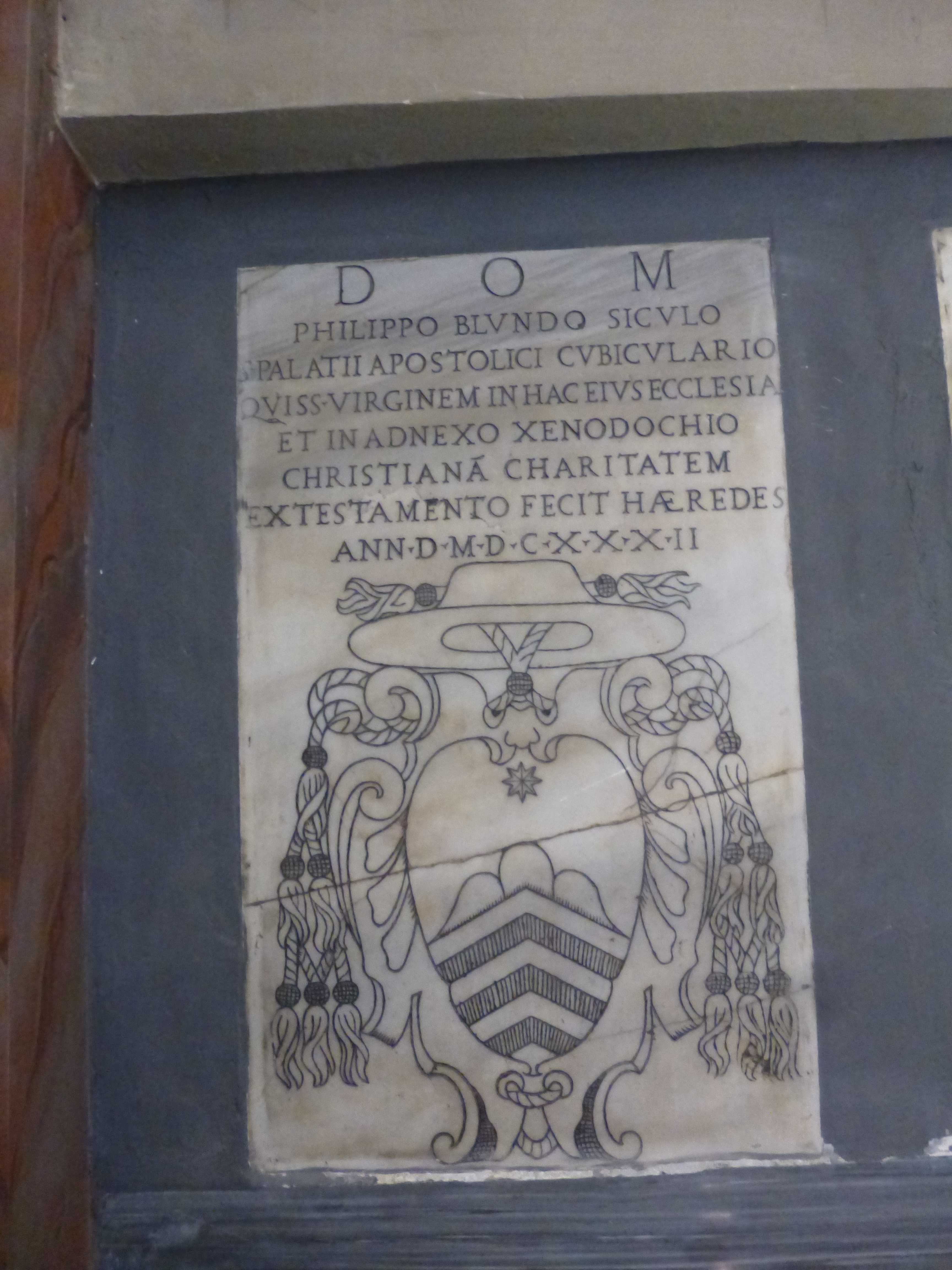
Lápide de Filippo Biondo (1632).